# Gravisca
Gravisca ou Graviscae foi o porto da cidade etrusca de Tarquinia, situada 8 km a leste do centro da cidade.
Uma colonia de cidadãos romanos foi estabelecida no sítio em 181 a.C.